# Agentes químicos neurotóxicos experimentais
Armas químicas experimentais iônicas ou Agentes químicos neurotóxicos experimentais (Agentes experimentais ou Armas químicas experimentais, Agentes Carbamatos, Agentes neurotóxicos ativos) são agentes químicos neurotóxicos não abrangidos pela Convenção de armas químicas, mas são considerados agentes químicos proibidos nas diretrizes de produtos químicos, sua toxicidade são similares a agentes neurotóxicos, sendo abordados principalmente agentes Carbamatos, Fosfonatos, ou agentes químicos com íons de nitrogênio quaternário. Todos os agentes são extremamente tóxicos e possuem ação colinérgica já aos 15 segundos após o contato. São em geral, sais íonicos com ponto de fusão que gera sua decomposição (com raras exceções), o ponto de ebulição destes agentes ocorre perante um altíssimo vácuo ou pressão, em geral não são voláteis e não possuem cheiro, são cristais incolores para brancos. 
O átomo de nitrogênio quaternário age no sitio aniônico de enzimas colinérgicas, principalmente da Acetilcolinesterase, estes agentes possuem uma baixa lipossolubilidade e facilidade em penetrar as junções neuromusculares, menor que grande parte dos agentes organosfosfatos, os efeitos destes agentes químicos são similares a organosfosfatos, porém são muito mais potentes, pois atravessam muito mais a barreira hematoencefálica e são muito mais solúveis, tanto em água quanto solventes orgânicos, ou seja, haverá uma mais rápida ação de incapacitação e muito mais severa, principalmente como as relacionadas a problemas de visão, músculos congelados ou “freeze”, miose, super estimulação. 
Esses agentes químicos são armas químicas de quarta geração, houve uma grande pesquisa sobre o potencial destes agentes em 1950, mas não se sabe muito sobre esta pesquisa, pela sua muito baixa volatilidade, estes agentes dificilmente irão causar vitimas em imediato por via gasosa.